# عثمان البنغالي
عثمان البنغالي (بالبنغالية: ওসমান বাঙ্গালী)‏(بالفارسية: عثمان بنگالی)؛ ت. 1570) كان عالمًا إسلاميًا بنغاليًا في القرن السادس عشر. يرتبط في الغالب بتدريسه في بلدة سنبهل خلال فترة المغول. ورد اسمه في مؤلفات عبد القادر بدايوني وعبد الحي لكناوي ، حيث يوصف بأنه من أشهر علماء الحنفية في تلك الفترة.

## سيرة شخصية
ولد عثمان ونشأ في البنغال . أكمل تعليمه المتعلق بالدراسات الإسلامية والقرآن ، وحصل في النهاية على لقب مولانا . هاجر لاحقًا إلى سنبهل في ولاية أتر برديش الحديثة حيث درس على يد الشاعر الشهير ميان حاتم سامبالي . عازمًا على طلب المزيد من المعرفة، انتقل إلى ولاية كجرات حيث أصبح تلميذًا لجاه الدين علوي الذي كان مدرسًا ليوسف البنغالي. وفقًا لرسالة الأسرارية التي كتبها كمال محمد سمبالي ، عاد عثمان بعد ذلك إلى سمبال حيث استقر بشكل دائم.
خلال شيخوخته، كان طلابه يزورونه بانتظام في منزله في سامبال. وفي إحدى المناسبات، زاره ميان حاتم سامبالي، مصطحبًا معه تلميذه عبد القادر بدايوني (الذي أصبح فيما بعد أول مفتي الهند الأكبر ) معه. توفي عثمان بنغالي ببلدة سمبال سنة 980 هـ (1572-1573م).